# Bill Martin (Musiker)
Bill Martin (eigentlich: William Wylie MacPherson, * 9. November 1938 in Govan, Glasgow; † vor oder am 26. März 2020) war ein schottischer Songwriter, Musikverleger und Impresario.

## Leben
Sein erster Song, der auf Schallplatte veröffentlicht wurde, war 1963 Kiss Me Now, interpretiert von Tommy Quickly. 1964 ging er eine Schreibpartnerschaft mit Tommy Scott ein. Als Scott & Martin hatte er Erfolge mit Interpreten wie dem irischen Trio The Bachelors, Twinkle, der irischen Folkband The Dubliners, Van Morrison und Serge Gainsbourg.
1965 traf er Phil Coulter und die beiden etablierten sich als erfolgreiches Songschreiber-Team (Martin für den Text, Coulter für die Musik), das über 10 Jahre hielt. Sie schrieben Stücke für unterschiedliche Künstler, darunter der Komödiant und Bariton Ken Dodd, Geno Washington, Los Bravos, Dave Dee & Co, The Troggs, Mireille Mathieu, George Harrison, Dick Emery, Tony Blackburn, Cliff Richard, Sandie Shaw und Elvis Presley.
Zwischen 1967 und 1976 hatten sie vier Nummer-1-Hits in Großbritannien: Puppet on a String, Congratulations, Back Home und Forever and Ever. Weitere Top-40-Hits folgten, darunter Shang-A-Lang für die Bay City Rollers, Fancy Pants für die Glam-Rock-Band Kenny, Requiem für die schottische Popband Slik und Surround Yourself with Sorrow für die englische Sängerin Cilla Black.
Die Bay City Rollers hatten 1976 einen Nummer-eins-Hit in den USA mit Saturday Night, einem Lied, das in Großbritannien nicht als Single ausgekoppelt wurde. Insgesamt hatten Martin / Coulter drei Nr.-1-Hits in den Vereinigten Staaten; die anderen beiden waren Thanks (gesungen von Bill Anderson) und My Boy (gesungen von Elvis Presley).
Die beiden Schreiber verfassten auch die Musik für die Filme The Water Babies und die Carry-On-Filmreihe (die in Deutschland unter dem Titel Ist ja irre  … lief) sowie für zahlreiche Fernsehfilme. Nach ihrem Triumph 1967 mit Puppet on a String, dem ersten britischen Sieger beim Eurovision Song Contest, erreichten sie im folgenden Jahr mit Congratulations (gesungen von Cliff Richard) den zweiten Platz. 1975 erreichte ein drittes Lied der beiden das Finale, diesmal für Luxemburg am Start: Toi wurde von Coulters künftiger Ehefrau, der irischen Sängerin Geraldine, gesungen. In Stockholm wurde das Lied Fünfter. Ein letzter Anlauf für den Song Contest folgte 1978 das Lied Shine It On, gesungen von Sänger Christian, wurde Dritter in der britischen Vorentscheidung.
Ihr Erfolg als Songschreiber, Plattenproduzenten und Musikverleger brachte Wohlstand und Einfluss in der Musikbranche für Martin und Coulter. Für ihren Musikverlag Martin-Coulter Music verpflichteten sie andere Autoren wie Van Morrison, Billy Connolly, Christy Moore, Donal Lunny, Eric Bogle, die Progressive-Rock-Band Sky, Midge Ure und B. A. Robertson.
Obwohl er weiterhin Musiktitel verfasste, hatte er doch im Laufe der 1980er immer mehr mit der geschäftlichen Seite der Musikbranche zu tun. Seine Partnerschaft mit Coulter endete 1983, als Bill Martin den Anteil von Phil Coulter an der gemeinsamen Unternehmung übernahm und seinen Partner auszahlte. Später verkaufte er sein Geschäft an EMI. Während seiner Laufbahn baute er mehrere Firmen auf, die er dann verkaufte.
1983 produzierte er im Londoner West End das Musical Jukebox, das sechs Monate lief. 1984 war er ausführender Produzent für Elkie Brooks’ Album Screen Gems – heute ein Sammlerstück.
Martin arbeitete weiter als Songschreiber, Musikverleger und Produzent – jetzt für Angus Publications. Im Jahr 2000 verband er sich mit Sony/ATV Music.
Seit 2005 ließ er sich auf Kreuzfahrtschiffen als Entertainer und Talk-Gast engagieren.
Zu Beginn der 1970er kaufte er das ehemalige Londoner Haus Kenwood von John Lennon in St. George’s Hill, das er später wieder verkaufte. Späterhin lebte er im Londoner Luxusviertel Belgravia. Bill Martin starb Ende März 2020.

## Ehrungen
- Drei Ivor Novello Awards, darunter einen als Songschreiber des Jahres
- Drei ASCAP Awards
- Award of Excellence (Rio de Janeiro, 1967 & 1969)
- Yamaha Best Song Award (Japan, 1978)
- Songwriter of the Decade (Schottland, 1980)
- Zahlreiche Goldene & Platin-Platten.